# HD 156331
Désignations
HD 156331 est une étoile double de la constellation de l'Autel. À partir de 2014, la paire a une séparation angulaire inférieure à une seconde d'arc le long d'un angle de position de 49°.